# Indifférentisme
L’indifférentisme est une attitude d'indifférenciation envers les doctrines religieuses ou philosophiques. Elle se fonde sur l'idée qu'aucune doctrine  n'est supérieure à une autre.
Un État qui pratique une politique indifférentiste applique une stricte égalité devant la loi à toutes les religions présentes à l'intérieur de ses frontières.
En religion, notamment dans l'acception que lui donne l'Église catholique, il s'agit de l'idée que l'on peut faire son salut dans toutes les religions, sans tenir compte des croyances et des dogmes, et dont l'origine se situe dans l'indifférence spirituelle.

## Indifférentisme philosophique
Pour Leibniz, l'indifférentisme est une liberté d'indifférence selon laquelle, « rien ne nous nécessite pour l'un ou l'autre parti ».
Pour Kant, il s'agit de l'indifférence volontaire aux questions métaphysiques. Dans la première préface de la Critique de la raison pure, il affirme à ce propos : « Il est vain [...] de vouloir affecter de l'indifférence par rapport à des recherches dont l'objet ne peut être indifférent à la nature humaine. Aussi ces prétendus indifférentistes, quelque souci qu'ils prennent de se rendre méconnaissables, en substituant aux termes de l'école un langage populaire, ne peuvent pas seulement penser quelque chose sans retomber inévitablement dans des affirmations métaphysiques pour lesquelles ils affichent pourtant un si grand mépris. Toutefois, cette indifférence [...] est un phénomène digne de remarque et de réflexion. Elle [...] est une invitation faite à la raison d'entreprendre à nouveau la plus difficile de toutes ses tâches, celle de la connaissance de soi-même [...]. » Ainsi est-il possible d'introduire le transcendantalisme : la recherche des conditions de possibilité même de la raison et de ses objets.

## Indifférentisme religieux
Dans le catholicisme, l'« indifférentisme » est défini en 1832 par Grégoire XVI comme « une opinion perverse (...) d'après laquelle on pourrait obtenir le salut éternel par quelque profession de foi que ce soit, pourvu que les mœurs soient droites et honnêtes ». Pie IX condamne pour sa part dans le Syllabus errorum de 1864 l'idée que « les hommes peuvent trouver le chemin du salut éternel et obtenir ce salut éternel dans le culte de n'importe quelle religion » et dénonce la liberté « pour chaque homme d'embrasser et de professer la religion qu'il aura réputée vraie d'après la lumière de sa raison ».
En 1928, l'encyclique Mortalium animos de Pie XI sur l'unité de l'Église critique le mouvement œcuménique et dénonce le « panchristianisme », le « faux irénisme, » l'indifférentisme et le « relativisme ».